# راسکازوفو
شهر راسکازوفو (به روسی: Рассказово) در کشور روسیه و در اوبلاست تامبوف واقع شده‌است.